# Ciudad Literaria de Paju
La Ciudad Literaria de Paju o Ciudad del Libro de Paju (en inglés: Paju Book City, en coreano: 파주출판도시) es un complejo cultural ubicado en Paju, Corea del Sur. Está destinado a la industria editorial y es administrado por el gobierno coreano a través del Ministerio de Cultura, Deporte y Turismo. En este lugar se concentran más de 250 editoriales y ahí trabajan más de 10 mil profesionales de la edición.
La Ciudad del Libro de Paju es el primer complejo dedicado exclusivamente a la industria editorial. En este lugar se concentra todo el proceso para la creación de un libro, desde su planificación hasta su distribución. El proyecto empezó en 1989 y tardó dos décadas en desarrollarse, inaugurándose con su nombre actual en 2007.

## Características
La Ciudad Literaria de Paju se encuentra a una hora en automóvil desde Seúl, sobre el paralelo 38 cerca de la frontera con Corea del Norte. Aproximadamente 250 compañías tienes oficinas en este complejo cultural, distribuidas alrededor de 875,000 metros cuadrados. Las compañías de esta área generan más de mil millones de dólares en ventas anuales. A finales de 2014, la ciudad se duplicó en tamaño ante la tentativa de más de 300 editoriales e imprentas para moverse en esta locación.
En Paju hay 20 libros por persona. Aunque los libros en coreano predominan, también se pueden encontrar libros en otros idiomas. Además de las oficinas de las editoriales, en Paju existen galerías de arte, cafés de lectura, casa de huéspedes y espacios de exhibición especializados. El complejo también cuenta con un área para niños.

## Historia
Los primeros planes para la Ciudad del Libro de Paju fueron creados en 1989 por un grupo de editores que deseaban una aldea modelo que se basara únicamente en la idea de los libros y sus producciones, y que esta aldea modelo se colocaría el "bien común" por encima de la "despiadado interés propio0”, así como construirse en armonía con el entorno existente de la zona.
El gobierno coreano prestó apoyo a este plan y en 2001 se inició la fundación del Centro de Información y Cultura de Publicaciones de Asia, que desde entonces se ha transformado en aproximadamente 150 edificios que contienen más de 200 editoriales.
El proceso de desarrollo fue inusual, ya que el deseo de "armonía" se colocó por encima del deseo de "desarrollo industrial". Se encargó a dos arquitectos diferentes como "coordinadores arquitectónico" (Min Hyun-Shik y Seung H-Sang). Estos coordinadores trabajaron en conjunto con el arquitecto británico Florian Beigel de la Universidad del Norte de Londres, así como con los arquitectos locales Kim Jong-Kyu y Kim Young-Joon en la preparación de una guía arquitectónica para la ciudad del libro. Todos los edificios individuales tuvieron que construirse de acuerdo con esa directriz y la ciudad se dividió en sectores, y cada sector recibió un arquitecto principal. Como señala el sitio oficial de Paju Book City, "tampoco fue una tarea fácil persuadir a los inquilinos que no estaban acostumbrados a ese proceso para que siguieran los planes".
La mayoría de las editoriales influyentes de Corea tienen al menos una oficina en la Ciudad Literaria de Paju, incluidas MunhakDongne y Chang Bi, la autora de Por favor, cuidad de mamá Kyung-Sook Shin,  quien ganó el premio Man Asian Book.
Paju también ha creado su propia serie de premios de libros otorgados a libros, escritores, diseñadores, editoriales y editores asiáticos "que se han dedicado al desarrollo y promoción de la cultura editorial asiática".